# Феличетти, Лука
Лука Феличетти (итал. Luca Felicetti, родился 18 августа 1981 в Кавалезе) — итальянский хоккеист, играющий на позиции левого и центрального нападающего за клуб «Риттен Спорт» в Серии А и в сборной Италии.

## Карьера

### Клубная
Уроженец Кавалезе (долина Валь-ди-Фьемме), Феличетти начал выступать за хоккейную команду «Фасса», дебютировав в основном составе в Серии А 1997/1998 и набрав 9 очков в 33 играх регулярного чемпионата. С 2000 по 2002 годы он играл за океаном: в юниорской хоккейной лиге Онтарио он выступал за «Аякс Эксмен» и «Порт-Хоуп Клипперс», а затем в Американской Западной хоккейной лиге за «Фэрбанкс Айс Догз». По возвращении из Северной Америки вернулся в «Фассу» и провёл свой лучший личный сезон в 2003—2004 годах, в 40 играх забросив 23 шайбы и отдав 24 голевые передачи, что позволило ему стать лучшим бомбардиром ладинского клуба. С 2009 года после 11 сезонов в родном клубе решил выступать за «Понтеббу»: в первом сезоне набрал 44 очка в 47 играх и продлил контракт ещё на сезон.
В 2011 году Лука перешёл в «Вальпелличе», но не сыграл ни в одном из первых 12 матчей команды, а после разругался с руководством клуба и ушёл в «Кортину», которую тренировал его бывший наставник по «Фассе» Стефан Майр. С «Кортиной» он выиграл Кубок Италии и продлил контракт ещё на один год. С 2014 года выступает за «Риттен Спорт».

### В сборной
Лука Феличетти выступал за юношескую команду до 18 лет и молодёжную до 20 лет. В основной сборной он сыграл 75 игр, набрав 15 очков (8 шайб и 7 голевых передач). В 2006 году он дебютировал на чемпионатах мира в поединке против Латвии. В 2009 и 2011 годах побеждал в Первом дивизионе чемпионата мира, играл в 2012 и 2014 годах на мировых первенствах высшего дивизиона. В высшем дивизионе набрал первое очко в 2014 году, отдав голевой пас на Маркуса Гандера в поединке со Швецией (Италия сравняла счёт, но была разгромлена 1:5).

## Достижения
- Победитель Кубка Италии: 2011/2012 (Кортина), 2014/2015 (Риттен Спорт)
- Победитель первого дивизиона чемпионата мира: 2009, 2011